# Fabrice Barusseau
Fabrice Barusseau est un homme politique français, né le 1er juin 1970 à Saintes. Il est élu député de la troisième circonscription de la Charente-Maritime en juillet 2024.

## Biographie
Né à Saintes, Fabrice Barusseau passe la majeure partie de son enfance à Saint-Jean-d'Angély. 
Professeur de technologie, il exerce différents mandats locaux. Depuis 2014, il est maire de la commune de Villars-les-Bois. Il est également conseiller départemental du canton de Chaniers depuis 2015, ainsi que vice-président de la communauté d'agglomération de Saintes, chargé de la gestion de l’eau. 
Il est élu député aux législatives anticipées de 2024.